# Zamek w Bydgoszczy

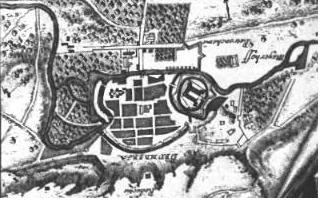
Plan Bydgoszczy i zamku Erika Dahlberga z 1657 r.

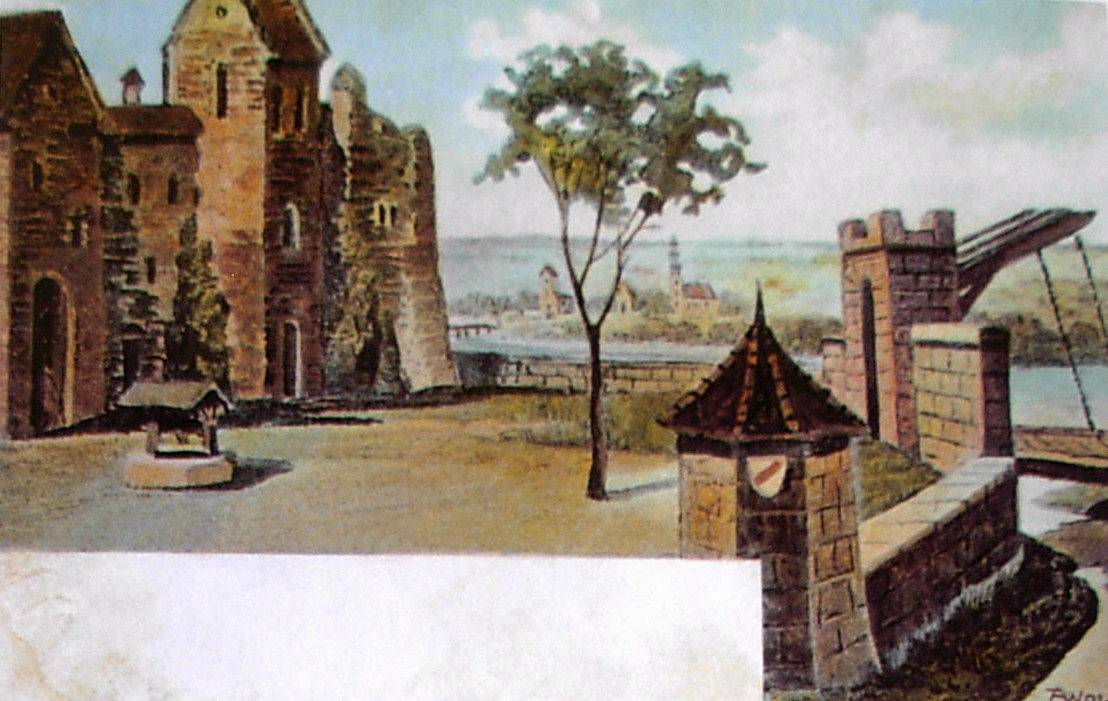
Zamek bydgoski na pocz. XVII w. – rycina Augusta Wolffa

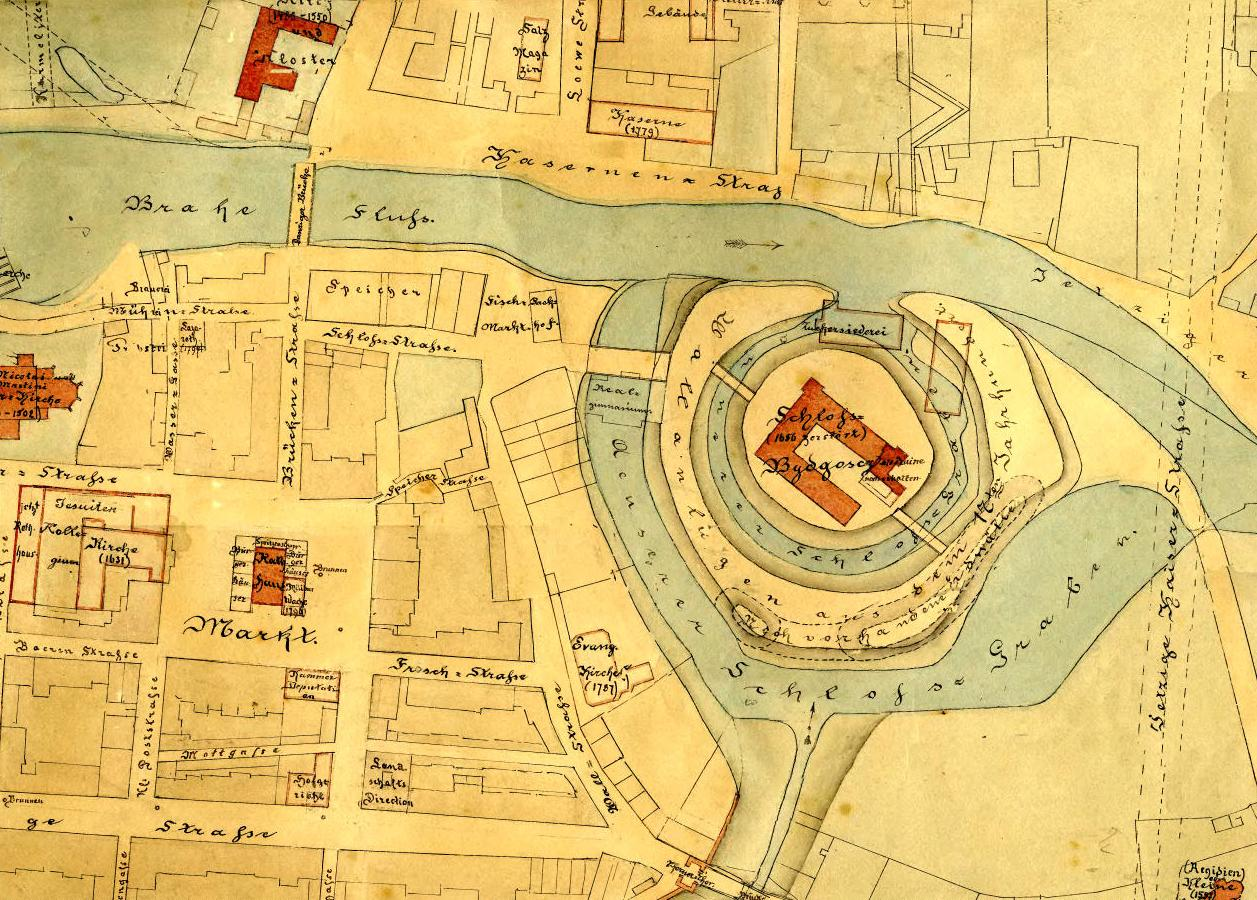
Rekonstrukcja planu wyspy zamkowej wykonana przez Gustawa Reicherta i Emila Schulza w 1890 r.

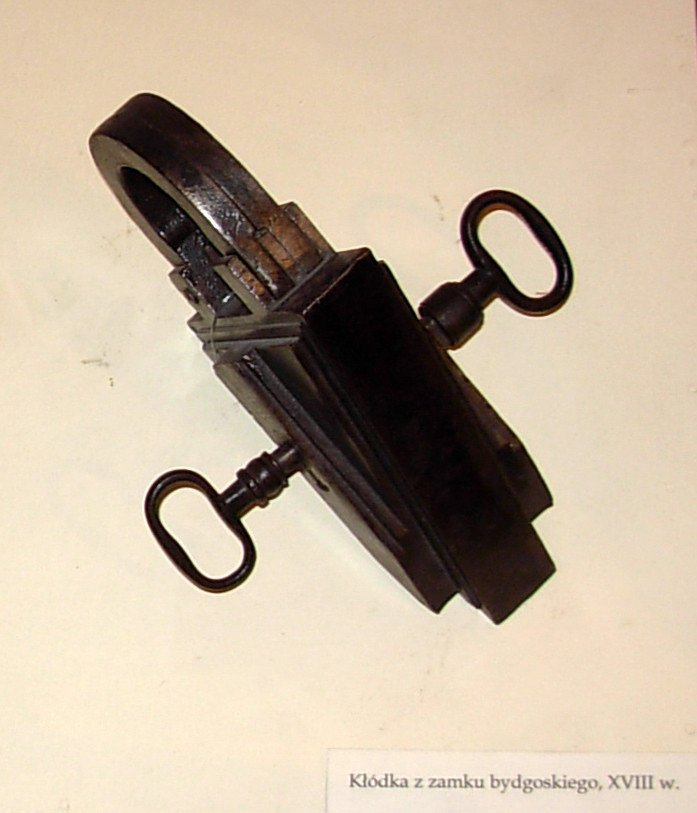
Kłódka z zamku bydgoskiego – ze zbiorów Muzeum Okręgowego w Bydgoszczy

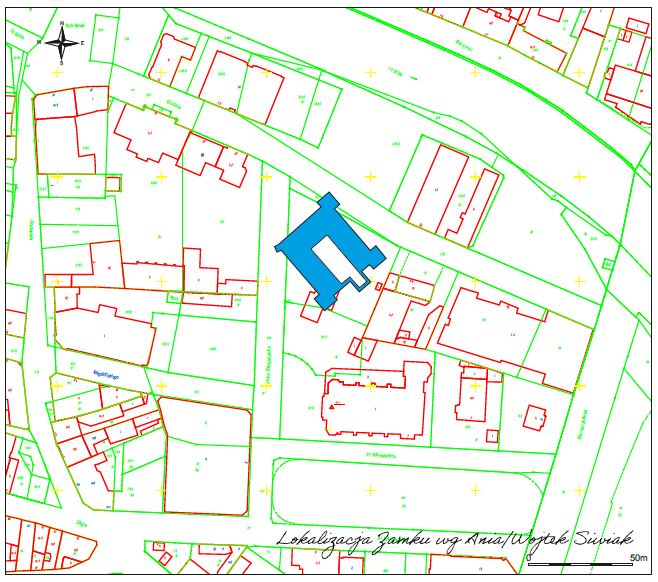
Lokalizacja zamku nałożona na siatkę współczesnych ulic Bydgoszczy

Zamek w Bydgoszczy – budowla obronna i administracyjna z czasów Kazimierza Wielkiego, istniejąca w latach 1346–1656 (ruiny do 1895). W latach 1370–1377 był rezydencją Kazimierza Słupskiego (wnuka Kazimierza Wielkiego), później aż do potopu szwedzkiego - rezydencją starostów bydgoskich. Przebywali w nim prawie wszyscy królowie polscy, a szczególnie często Kazimierz Jagiellończyk (podczas wojny trzynastoletniej), zaś w 1577 roku przez trzy miesiące mieszkał w nim król Stefan Batory.

## Położenie
Zamek bydgoski zbudowano na planie prostokąta na wzgórzu, gdzie znajdował się gród bydgoski, w 1330 spalony przez Krzyżaków. Wzgórze otoczone było ze wszystkich stron ciekami wodnymi: rzeką Brdą od północy i fosami z pozostałych stron.
Zamek był budowlą wzniesioną na wschód od miasta lokacyjnego, z niezależnym systemem fortyfikacji. Z czasem jednak oba zespoły zostały połączone. Zbudowano bramkę w parkanie oddzielającym miasto od zamku (odkrytą w 2019 w czasie rewitalizacji Teatru Kameralnego) oraz most nad fosą zamkową. Zbudowano również fortyfikacje bastionowe, chroniące oprócz zamku również przedpole miasta.
Obecnie miejsce, na którym znajdował się zamek jest zniwelowanym obszarem położonym na północ od ul. Grodzkiej i na wschód od ul. Przy Zamczysku.

## Architektura
Zamek bydgoski uznaje się za jeden z większych obiektów obronnych wzniesionych przez Kazimierza Wielkiego w północnej części Królestwa Polskiego. Wzniesiono go z cegły na wzór zamków krzyżackich (np. w Kętrzynie, Morągu, Węgorzewie).
Główny budynek miał wymiary około 36x30 m. Budowla składała się z trzech prostopadłych skrzydeł mieszkalnych o szerokości około 13 m. Skrzydła te były masywne, trójkondygnacyjne, kryte dwuspadowym dachem z trójkątnymi szczytami. Wewnątrz znajdował się dziedziniec o wymiarach około 35 × 14 m. Wjazd na dziedziniec odbywał się przez ceglaną wieżę bramną o wymiarach około 11 × 10 m. Oprócz niej istniały trzy narożne wieże, zaopatrzone w dwa rzędy strzelnic. Gmach zamku otaczał mur obwodowy o długości ok. 240 m i szerokości 1,5 m z nakrytym daszkiem krenelażem. W kompleksie zamkowym znajdowały się m.in. kancelaria, kaplica, pomieszczenia mieszkalne i składy broni. Zbudowana w zamku kaplica zastąpiła wykorzystywany do tego celu dawniej (1250-1350) kościół św. Idziego.
W I połowie XVII w. warownię otoczyły fortyfikacje bastionowe. Dwa główne bastiony strzegły newralgicznych punktów twierdzy: drogi wjazdowej do Bramy Kujawskiej oraz mostu prowadzącego na zamek. Umocnienia miały konstrukcję murowano-ziemną (wewnątrz ziemia, na zewnątrz mur). W górnej części bastionów znajdował się chodnik wałowy, umożliwiający komunikację.

## Historia
Zamek wzniesiono z polecenia króla Kazimierza Wielkiego jako jeden z węzłów umocnień północnych rubieży Królestwa Polskiego na linii Noteci i Wisły. Budowa trwała 10-20 lat prawdopodobnie od 1343 do przełomu lat 50./60. XIV wieku. W 1346, kiedy nastąpiła lokacja miasta Bydgoszczy, na zamku rezydował już burgrabia. Zamek od połowy XIV wieku był siedzibą starostów bydgoskich.
Po śmierci Kazimierza Wielkiego zamek w latach 1370–1377 był własnością królewskiego wnuka, księcia słupsko-szczecińskiego Kazimierza. Książę tutaj zlokalizował swoją kancelarię, dwór i tutaj 2 stycznia 1377 zmarł. Po nim władzę nad zamkiem objął książę Władysław Opolczyk. Warownia wróciła w skład państwa polskiego w 1390 roku.
W czasie wielkiej wojny z zakonem krzyżackim w latach 1409–1410, zamek bydgoski był terenem zaciętych walk. Pod koniec sierpnia 1409 roku, na skutek nieudanego wypadu pod Świecie, znaczna część załogi zamku została wzięta do niewoli, a pozostali obrońcy, nie widząc możliwości obrony, oddali twierdzę bez walki w ręce wojsk zakonnych. Odbicia zamku z rąk krzyżackich dokonał Władysław Jagiełło, szturmując go w ciągu 8 dni, od 28 września do 6 października 1409 roku. Tutaj właśnie król podpisał rozejm z wielkim mistrzem krzyżackim Ulrichem von Jungingen, który obowiązywał do 24 czerwca 1410. W roku następnym, po wygaśnięciu tego rozejmu, armia Jagiełły i księcia Witolda rozegrały słynną kampanię, w której złamały potęgę militarną państwa zakonnego pod Grunwaldem. Jesienią 1409 remont zamku nadzorował osobiście król Władysław Jagiełło.
W 1441 roku zamek wraz z miejscowym starostwem został przekazany pod zastaw długu, jaki zaciągnął król Władysław Warneńczyk. Od tego czasu aż do 1600 roku urząd starosty sprawowali wierzyciele królewscy – przedstawiciele rodu Kościeleckich. W 1466 roku z chwilą wcielenia krzyżackiego Pomorza i ziemi chełmińskiej, zamek utracił charakter kluczowej twierdzy pogranicza, a kolejni starostowie nie prowadzili w obiekcie większych prac remontowych. Częściowej odbudowy warownia doczekała się w latach 1632–1645, gdy starostą bydgoskim był kanclerz wielki koronny Jerzy Ossoliński. Dostojnik wyłożył wówczas m.in. sumę potrzebną na remont zrujnowanej wieży narożnej oraz budowę systemu fortyfikacji bastionowych otaczających zamek.
Katastrofę dla warowni przyniosły działania wojenne podczas potopu szwedzkiego (1655–1658). Oddziały szwedzkie zajęły twierdzę w sierpniu 1655, aby ustąpić z niej pod naporem wojsk Stefana Czarnieckiego w kwietniu 1656 roku. W ręce Szwedów zamek ponownie wpadł w maju 1656. W październiku 1656 nastąpił kolejny szturm wojsk polskich, podczas którego Szwedzi stawiali zacięty opór. Twierdza została wysadzona w powietrze, a eksplozja ładunków wybuchowych zniszczyła skrzydła mieszkalne oraz otaczające wzgórze fortyfikacje bastionowe.
Zamek po zniszczeniach wojennych nie został już odbudowany. W 1773 roku na rozkaz dowódcy miejscowego garnizonu znaczna część pozostałych jeszcze murów i fundamentów została rozebrana, a uzyskany w ten sposób materiał posłużył do budowy koszar pruskich huzarów. W 1774 na terenie dawnego zamku kupcy bracia Schickler, założyli rafinerię cukru trzcinowego, co przyczyniło się do dalszego niszczenia pozostałości po warowni. W 1794 w ruinach warowni bronili się pruscy żołnierze podczas szturmu miasta przez wojsko gen. Jana Henryka Dąbrowskiego.
W XIX wieku ruiny zamku były dalej niszczone, a uzyskiwana z nich cegła posłużyła do budowy wielu obiektów w mieście, zwłaszcza kamienic przy ulicy Długiej. Ostatecznej rozbiórce obiekt uległ w 1895 roku. Związane to było z kompleksowymi pracami, jakie przedsięwzięły władze pruskie w celu uporządkowania i zagospodarowania dawnego wzgórza zamkowego. Zasypano pozostałości fosy, na której miejscu w latach 1900–1903 wybudowano świątynię ewangelicką, dzisiejszy kościół Jezuitów przy Placu Kościeleckich 7. Obecnie w miejscu zniszczonych ostatnich ruin twierdzy znajduje się budynek Przedszkola nr 23, położony na ulicy Przy Zamczysku.
W 2019 wysunięto koncepcję odbudowy zamku, której koszt oszacowano na ok. 30 mln zł. Władze miasta nie wykluczyły włączenia odbudowy do Strategii Rozwoju Bydgoszczy do roku 2030. Realizacji koncepcji sprzyja zamknięcie w lipcu 2020 przedszkola "Alf", mieszczącego się w budynku powstałym w miejscu zamku.

### Garnizon
W okresie funkcjonowania zamku stacjonowały na nim różne liczby żołnierzy:
- 49 rycerzy krzyżackich w 1409 roku,
- 50 rycerzy polskich pod wodzą Janusza Brzozogłowego w 1410 roku
- 100 rajtarów szwedzkich w 1656 roku

## Wizerunki zamku
Najwartościowsze rysunki zamku wykonał szwedzki Inżynier Erik Dahlbergh, podążający z wojskami Karola Gustawa podczas potopu szwedzkiego (1657). Inny wizerunek pochodzi spod pióra Johanna Storna w 1661. Sytuację topograficzną zamku przedstawiają plany z 1657, 1774,1789 i 1800 roku.

## Badania archeologiczne
Badania archeologiczne na terenie zamku prowadzone są sukcesywnie od 1880 roku – daty powstania Towarzystwa Historycznego Obwodu Nadnoteckiego w Bydgoszczy. Szerokopłaszczyznowe badania archeologiczne podjęto jednak dopiero w 1992, po utworzeniu Zespołu do Badań Dziejów Bydgoszczy.

### Lata 1889–1910
Najwcześniejsze prace wykopaliskowe w strefie dawnego wzgórza zamkowego (1889) przyniosły odkrycie licznych fragmentów ceramiki i kości, łyżew kościanych i żelaznego toporka. Podczas rozbiórki zamku w 1895 pozyskano kilkanaście kamiennych kul armatnich, czaszkę tura, fragmenty poroża oraz późnośredniowieczną kielnię murarską. Kolejne badania z 1910 roku dostarczyły kilkanaście fragmentów ceramiki i kości.

### Lata 1963–1970
W 1963 roku badania przeprowadzili pracownicy działu archeologii Muzeum Okręgowego im. Leona Wyczółkowskiego w Bydgoszczy przy okazji budowy plebanii kościoła Jezuitów przy Placu Kościeleckich. Analizy odwiertów wskazywały na istnienie w tym rejonie dwóch fos oraz wału drewniano-ziemnego. Kolejne badania przeprowadzone w 1970 roku na dziedzińcu obecnego gmachu Seminarium Duchownego odsłoniły stok wzgórza grodowego z warstwami rumowiskowo-zasypiskowymi oraz fragmentem fosy.

### Lata 1992–1997
Badania prowadził Zespół do Badań Dziejów Bydgoszczy w ramach Uniwersyteckiego Centrum Archeologii Średniowiecza i Nowożytności UMK w Toruniu.
W strefie zamku eksplorowano 24 wykopy położone w strefie obrysu, dziedzińca wewnętrznego i przedpola dawnej budowli. Badania wykazały niemal całkowitą destrukcję obiektu. Wykryto jedynie pozostałość kamienno-ceglanego fundamentu wschodniej wieży narożnej oraz duże ilości gruzu ceglanego, zaprawy i spalenizny. Nieopodal znaleziono liczne przemieszane relikty ceramiki wczesnośredniowiecznej (z okresu egzystencji grodu bydgoskiego) oraz z okresu XV-XVII wieku (czasu egzystencji zamku).

### 2008 rok
Podczas wykopów pod ciepłociąg w ciągu ul. Grodzkiej we wrześniu 2008 odkryto fundamenty narożnika północno-zachodniej wieży zamku. Stwierdzono, że wieżę usytuowano na płaszczu kamiennym spoczywającym na drewnianych konstrukcjach wału obronnego wczesnośredniowiecznego grodu kasztelańskiego.

### 2016 rok
Badania realizowane w związku z rozpoczęciem budowy biurowca Immobile K3 przy Placu Kościeleckich (rejon dawnej fosy zamkowej) - od czerwca do września 2016. W toku badań wydobyto między innymi porcelanowe fajki, naczynie liturgiczne ze złotej blachy oraz kulę armatnią z XV wieku.

### 2017 rok
Przy okazji prac prowadzonych przez Komunalne Przedsiębiorstwo Energetyki Cieplnej u zbiegu ulic: Przy Zamczysku, Grodzkiej oraz Placu Kościeleckich odkryto fundamenty południowo-zachodniego narożnika zamku bydgoskiego.

### Relikty
Reliktami zamku są pojedyncze eksponaty, zachowane w zbiorach Muzeum Okręgowego im. Leona Wyczółkowskiego w Bydgoszczy. Są to m.in.: gotyckie cegły, kule armatnie, kielnia murarska, gotyckie kafle piecowe oraz późnośredniowieczne naczynia, pozyskane w XIX w. przez historyków amatorów oraz w latach 90. XX w. podczas prac archeologicznych Zespołu do Badań Dziejów Bydgoszczy.

## Wizyty królów
Zamek bydgoski był wielokrotnie odwiedzany przez polskich królów i książąt podczas prowadzonych wojen z zakonem krzyżackim, jak również przy innych okazjach.
Na zamku przebywali:
- Kazimierz Wielki
  - 21 września 1345 – przeprowadzał „wizję lokalną” Bydgoszczy przed lokacją miasta
  - 27 września 1347 – wizyta była okazją do sprawdzenia, jak zasadźcy radzą sobie z założeniem miasta
  - 14 czerwca 1349 – podczas podróży do Trzęsacza, gdzie wyznaczano szczegółowo granicę polsko-krzyżacką
  - 30 stycznia 1370 – niedługo przed śmiercią króla, podczas dorocznego objazdu pogranicza
- Kazimierz Słupski
  - w latach 1370-1377 założył tu swoją główną rezydencję
- Jadwiga Andegaweńska
  - wiosna 1397 – w tradycji wiąże się ten pobyt z założeniem w Bydgoszczy klasztoru karmelitów (jedna z najstarszych fundacji karmelitów w Polsce)
- Władysław Jagiełło
  - październik 1409 – szturm w celu odbicia zamku z rąk krzyżackich, po 6 października 1409 król zawarł tu rozejm z wielkim mistrzem krzyżackim Ulrichem von Jungingen
  - 26 października 1410 – pobyt na czele wojsk, z zamysłem odbicia tucholskiego zamku, na zamku król rozpoczyna starania w sprawie zawieszenia broni w wojnie z Krzyżakami
  - wiosna 1425 – pobyt, podczas którego rajcowie bydgoscy złożyli przysięgę wierności władcy
- Kazimierz Jagiellończyk
  - 21–24 września 1454 – pobyt króla po klęsce pod Chojnicami (18 września 1454); król organizuje zaplecze dla dalszej walki
  - 8–10 września 1455 – król spotkał się na zamku z elektorem brandenburskim Fryderykiem II, z którym prowadził negocjacje na temat zakończenia wojny
  - 5–26 kwietnia 1457 – pobyt monarchy w celu osobistego prowadzenia negocjacji z przedstawicielem zaciężnych krzyżackich Ulrykiem Czerwonką. Dostojnicy zebrani w Bydgoszczy – Andrzej Tęczyński, Jan Rytwiński, Jan Długosz, arcybiskup gnieźnieński, biskupi kujawski i poznański debatowali, skąd wziąć fundusze na wykup twierdz krzyżackich. Król w zamian za pożyczki, zastawy i przywileje zebrał ostatecznie sumę, za którą wykupił na stałe z rąk krzyżackich: Nowe, Starogard i nieco później Malbork wraz z Tczewem i Iławą.
  - 28 października – 7 listopada 1457 – przegląd wojska i wyprawienie 3-tysięcznej armii pod Malbork, pod dowództwem starosty wielkopolskiego Ścibora z Ponieca
  - 25 listopada 1457 – przegląd wojska przed wyprawą do Prus oraz tajne negocjacje z dowódcą zaciężnych krzyżackich Ulrykiem Czerwonką
  - 1–10 sierpnia 1461 – przegląd pospolitego ruszenia na wyprawę w kierunku Chojnic
  - wrzesień 1461 – król przyjął delegatów toruńskiej rady miejskiej, w tym dziadka Mikołaja Kopernika - Łukasza Watzenrodego. Jako człowiek porywczy zarzucił on królowi opieszałe prowadzenie wojny, czym naraził się na gniew i niełaskę monarchy. W tym też czasie, król odebrał smutną wiadomość o zgonie swej matki Zofii Holszańskiej
  - lipiec–sierpień 1466 – król spotkał się na zamku z księciem słupskim Erykiem II i dowódcą wojsk zakonnych Bernardem Szumborskim, z którymi rozpoczął pertraktacje. 17 sierpnia zawarto sojusz między królem Kazimierzem Jagiellończykiem a księciem słupskim Erykiem, po czym Krzyżacy poprosili o rozmowy pokojowe prowadzone później w Toruniu, zakończonych zawarciem pokoju 19 października 1466 roku
  - 3 sierpnia 1468 – król zatrzymał się w Bydgoszczy w drodze do Gdańska na hołd miast pruskich
- Jan Olbracht
  - 22–26 maja 1501 – król odwiedził w Bydgoszczy miejscowego starostę i zarazem podskarbiego wielkiego koronnego Andrzeja Kościeleckiego[14],
- Zygmunt Stary
  - 1510 – udział w Sejmie w Bydgoszczy, podczas którego zapadły ustawy dotyczące pracy sejmu, administrowania dobrami koronnymi i obrony kraju
  - 1511 – udział w Sejmie w Bydgoszczy, podczas którego zaprotestowano m.in. przeciwko statutowi Jana Albrechta
  - 3 listopada-7 grudnia 1520 – koncentracja w Bydgoszczy wojska przed wyprawą do Prus Zakonnych w trakcie ostatniej wojny polsko-krzyżackiej. Król jest zmuszony wysłuchać żądań szlachty i uczestniczyć w Sejmie odbytym w kole obozowym. Uchwały tego sejmu są dobrze udokumentowane i doniosłe dla dalszych losów kraju.
- Stefan Batory
  - 2 stycznia-20 marca 1577 – długi pobyt króla na zamku podczas wojny ze zbuntowanym Gdańskiem. Król prowadzi pertraktacje oraz przygotowuje wyprawę wojenną. Wydaje również kilka przywilejów dla mieszczan Bydgoszczy i Fordonu
- Zygmunt III Waza
  - wiosna 1623 – pobyt wraz z 28-letnim wówczas synem Władysławem w trakcie podróży do Gdańska. W trakcie pobytu król zwiedził mennicę, a jego pobyt uświetniono widowiskiem publicznym w szkole jezuickiej.
- Władysław IV Waza
  - 1635 (?) – pobyt króla w Bydgoszczy, podczas którego uczestniczy m.in. w uczcie weselnej zamożnego mieszczanina bydgoskiego Marcina Orłowity
- Karol X Gustaw król Szwecji
  - 31 maja – czerwiec 1656 – król odbył naradę wojenną, po czym zaatakował wojska Stefana Czarnieckiego i zwyciężył pod Kcynią
  - 23 czerwca 1657 – pobyt podczas koncentracji pod Bydgoszczą 8-tysięcznej armii szwedzkiej w drodze na wyprawę do Danii (z tego okresu pochodzi sztych Bydgoszczy autorstwa Erika Dahlberga)
- Jan Kazimierz
  - 26 października – 6 listopada 1657 – pobyt w Bydgoszczy króla Jana Kazimierza Wazy wraz z małżonką Ludwiką Maria Gonzaga, podczas którego odbywają się negocjacje z elektorem Prus Książęcych Fryderykiem Wilhelmem Hohenzollernem w celu związania go sojuszem z Polską; 6 listopada zaprzysiężono traktat welawsko-bydgoski, na mocy którego Prusy Książęce uzyskały suwerenność; z powodu zniszczenia zamku król zajmował wraz ze swoją świtą budynki kompleksu jezuitów
  - 1666 – krótki pobyt króla w Bydgoszczy podczas wojny domowej, związanej z rokoszem Lubomirskiego; krótko wcześniej odbyła się bitwa pod Mątwami, w której wojska królewskie odniosły klęskę (zginęło 3,8 tys. doborowych żołnierzy wiernych królowi)

Kolejni władcy nie przebywali już na zamku, gdyż znajdował się w ruinie, ale odnotujmy jeszcze kilku kolejnych królów:
- Jan III Sobieski
  - wiosna 1677 – pobyt w mieście w towarzystwie żony Marysieńki, księcia Jakuba, księżniczki Teresy Kunegundy oraz świty. Monarcha sprawił sobie postój podczas podróży Wisłą do Gdańska (nocowano przy ul. Długiej 22)
- Stanisław Leszczyński
  - 29 września 1734 – postój króla w Bydgoszczy podczas podróży do Gdańska; pobyt monarchy uświetniono przedstawieniem i koncertem uczniów kolegium jezuitów
- Fryderyk II król Prus
  - czerwiec 1772 – wizyta króla, podczas której dokonał „wizji lokalnej” przed zamierzoną aneksją miasta do Prus, umieszczenia w nim stolicy obwodu administracyjnego i budowy Kanału Bydgoskiego; król obejrzał miasto i kazał rekwirować spławiane na Brdzie drewno.